# Liga Nacional de Bután 2015
La Liga Nacional de Bután 2015 es la cuarta temporada de la competiciòn de fútbol nacional de Bután. La liga es patrocinada por el Banco de Bután.
El Terton FC fue coronado campeón el 23 de septiembre de 2015.

## Datos generales

### Formato y reglas
La competición consta de seis equipos que disputan el campeonato nacional, el ganador obtiene un cupo en la próxima temporada de la Copa AFC. Cada equipo juega dos veces contra cada rival, para un total de 10 juegos. Tres puntos son otorgados para la victoria, 1 punto para un empate y 0 puntos para una derrota. La tabla decide quien obtiene el primer lugar, sobre la base de los puntos obtenidos, siguiendo la diferencia de goles, y goles marcados a favor, como criterios de desempate. No existe sistema de ascenso y descenso para la Liga Nacional de Bután.

### Equipos
Un total de seis equipos compiten en la ligaːtres equipos representantes de la capital Timbu, quienes calificaron como resultado de la Liga Timbú, disputada entre abril y mayo de 2015, y tres equipos representantes de otros distritos.
- Terton (Campeón de la Liga Timbú 2015)
- Thimphu FC (Subcampeón de la Liga Timbú 2015)
- Thimphu City (Tercer lugar de la Liga Timbú 2015)
- Ugyen Academy (representa al Distrito de Punakha)
- Bhutan Clearing (representa al Distrito de Chukha)
- Paro United (representa al Distrito de Paro)

## Tabla de posiciones
| Pos | Equipo          | PJ | PG | PE | PP | GF | GC | Dif | Pts |
| --- | --------------- | -- | -- | -- | -- | -- | -- | --- | --- |
| 01. | Terton FC       | 10 | 6  | 4  | 0  | 29 | 10 | +19 | 22  |
| 02. | Thimphu FC      | 10 | 6  | 3  | 1  | 21 | 10 | +11 | 21  |
| 03. | Thimphu City    | 10 | 6  | 2  | 2  | 26 | 11 | +15 | 20  |
| 04. | Ugyen Academy   | 10 | 4  | 2  | 4  | 25 | 19 | +6  | 14  |
| 05. | Bhutan Clearing | 10 | 1  | 1  | 8  | 11 | 37 | -26 | 4   |
| 06. | Paro United     | 10 | 1  | 0  | 9  | 08 | 34 | -26 | 3   |

Pts = Puntos; PJ = Partidos jugados; G = Partidos ganados; E = Partidos empatados; P = Partidos perdidos; GF = Goles anotados; GC = Goles recibidos; Dif = Diferencia de goles

(C) = Campeón.

Fuente:
|  | Copa AFC 2017 (Ronda calificatoria) |